# Manuel de Paiva
Manuel de Paiva SJ (Villa de Águeda, Coímbra, 1508 - Vitória, 21 de diciembre de 1584) fue un sacerdote jesuita portugués que celebró la primera misa en la ciudad de São Paulo además de ser fundador de la ciudad de Guarulhos y responsable de la catequización de la ciudad de Vitória.
Fue primo de João Ramalho, portugués que vivían entre los indios tupiniquines liderados por Tibiriçá. Fue ordenado sacerdote diocesano en Coímbra a mediados de las décadas de 1530 y 1540 e ingresó en la Compañía de Jesús el 18 de enero de 1548. Su viaje a Brasil tuvo lugar en 1550, en la armada del noble portugués Simão da Gama de Andrade junto con los jesuitas Salvador Rodrigues, Francisco Pires y Afonso Brás y algunos huérfanos, en el segundo grupo de jesuitas. Poco después de su llegada, sirvió como superior del Colegio de Bahia cuando el Padre Manuel da Nóbrega viajó a Pernambuco.
El 25 de enero de 1554, Manuel de Paiva, obedeciendo órdenes del padre Manuel da Nóbrega, celebró la primera misa en el colegio jesuita construido en la meseta de Piratininga, en presencia de 11 o 12 jesuitas. La fecha conmemora la conversión de Pablo de Tarso al cristianismo, por lo que la meseta recibió el nombre de "São Paulo de Piratininga".
Paiva fue también el fundador de la ciudad de Guarulhos, que tuvo lugar el 8 de diciembre de 1560, con el nombre de Nossa Senhora da Conceição, en un lugar habitado anteriormente por los indios Guarus, de la tribu de los Guaianases.
Junto con Diogo Jacome y Pedro da Costa, Paiva fue enviado a la capitanía del Espíritu Santo, donde llegaron en enero de 1564. Durante tres años fue superior de los jesuitas en Espírito Santo, sustituyendo al padre Braz Lourenço. Manuel de Paiva fue también rector de la Casa de Espírito Santo. 
Murió a los 76 años el 21 de diciembre de 1584 a consecuencia de la viruela tras unos meses de enfermedad y fue enterrado en Vitória.